# Marum
Marum (phát âmⓘ) là một đô thị ở đông bắc Hà Lan.

## Các trung tâm dân cư
Boerakker, Jonkersvaart, Lucaswolde, Marum, Niebert, Noordwijk, Nuis, De Wilp.